# Myllokunmingiida
Ordre
Famille
Les Myllokunmingiida constituent un ordre basal éteint de vertébrés du Cambrien inférieur.

## Classification
- famille † Myllokunmingiidae Shu, 2003
  - genre † Haikouichthys Luo, Hu & Shu, 1999
  - genre † Myllokunmingia Shu, Zhang & Han, 1999
  - genre † Zhongjianichthys Shu, 2003